# António Ulrich, Duque de Brunsvique-Luneburgo
António Ulrich de Brunsvique-Volfembutel (4 de Outubro de 1633 - 27 de Março de 1714) foi um duque de Brunsvique-Luneburgo e governou o Principado de Volfembutel de 1685 até 1702 juntamente com o seu irmão e sozinho a partir de 1704 até à sua morte.

## Família
António Ulrich foi o filho mais novo do primeiro casamento de Augusto, o Jovem, duque de Brunsvique-Luneburgo com a princesa Sofia Doroteia de Anhalt-Zerbst. Os seus avós paternos eram o duque Henrique de Brunsvique-Luneburgo e a condessa Úrsula de Saxe-Lauenburgo. Os seus avós maternos eram o príncipe Rudolfo de Anhalt-Zerbst e a duquesa Doroteia Edviges de Brunsvique-Volfembutel.

## Biografia
António estudou na Universidade de Helmstedt. Depois da morte do seu pai em 1666, Rudolfo Augusto, o irmão mais velho de António, tornou-se duque reinante e faz dele seu representante. Em 1685, Rudolfo tornou-o seu co-regente com os mesmos direitos de governação. Tudo isto aconteceu porque Rudolfo interessava-se pouco por política e deixou a maior parte das decisões para o seu irmão.
Depois de a subdivisão de Hanôver, pertencente ao ducado, ter sido elevado a um principado-eleitoral pelo sacro imperador em 1692, começaram as tensões entre ambos os estados, visto que os dois irmãos ficaram consternados por não terem recebido a governação do território. Enquanto que tanto Hanôver como Luneburgo ficaram do lado do sacro-imperador Leopoldo I durante a Guerra de Sucessão Espanhola, António decidiu fazer um acordo com a França, que levou a que Hanôver invadisse o principado de Volfembutel em Março de 1702. O próprio António chegou quase a ser capturado enquanto viajava de Volfembutel para Brunsvique. Por ordem do imperador, António foi deposto do seu título de duque contra a vontade do seu irmão e Rudolfo Augusto passou a ser o único governante enquanto António se refugiou em Saxe-Gota. Em Abril de 1702, Rudolfo Augusto assinou um tratado com Hanôver e Lubenurgo que depois seria apoiado pelo seu irmão mais novo.
Após a morte de Rudolfo Augusto em 1704, António voltou ao poder, continuando as suas disputas com Hanôver até que os dois principados chegaram a um acordo em 1706.
Em 1709, António converteu-se ao catolicismo, mas assegurou aos seus súbditos que tal decisão não teria qualquer influência no seu governo, apesar de ter permitido a criação da primeira igreja católica do seu estado. Morreu em Schloss Salzdahlum, um palácio que tinha construído, em 1714, e foi sucedido pelo seu filho mais velho, Augusto Guilherme.
António Ulrich é conhecido por ter apoiado a educação e as artes, tendo aumentando significativamente a Biblioteca Augusta, criada pelo seu pai. Contratou o filósofo Leibniz para bibliotecário e apoiava Anton Wilhem Amo, o primeiro mestre de filosofia negro da Europa. Escreveu dois romances e vários poemas e tinha uma grande colecção de arte que depois se tornou no Herzog Anton Ulrich Museum.

## Casamento e descendência
António Ulrich casou-se com a duquesa Isabel Juliana de Schleswig-Holstein-Sønderburg-Nordborg no dia 17 de Agosto de 1656 de quem teve treze filhos:
1. Augusto Frederico de Brunsvique-Volfembutel (24 de Agosto de 1657 - 2 de Agosto de 1676), morreu aos dezoito anos de idade em batalha; sem descendência.
2. Isabel Leonor de Brunsvique-Volfembutel (30 de Setembro de 1658 - 5 de Março de 1729), casada com o duque Bernardo I de Saxe-Meiningen; com descendência.
3. Ana Sofia de Brunsvique-Volfembutel (29 de Outubro de 1659 - 28 de Junho de 1742), casada com o marquês Carlos Gustavo de Baden-Durlach; com descendência.
4. Leopoldo Augusto de Brunsvique-Volfembutel (27 de Fevereiro de 1661 - 5 de Março de 1662), morreu aos 6 dias de idade.
5. Augusto Guilherme de Brunsvique-Luneburgo (8 de Março de 1662 - 23 de Março de 1731), duque de Brunsvique-Luneburgo; sem descendência.
6. Augusto Henrique de Brunsvique-Volfembutel (14 de Agosto de 1663 - 24 de Fevereiro de 1664), morreu aos cinco meses de idade.
7. Augusto Carlos de Brunsvique-Volfembutel (4 de Agosto de 1664 - 20 de Dezembro de 1664), morreu aos quatro meses de idade.
8. Augusto Francisco de Brunsvique-Volfembutel (6 de Outubro de 1665 - 14 de Dezembro de 1666), morreu aos catorze meses de idade.
9. Augusta Doroteia de Brunsvique-Volfembutel (16 de Dezembro de 1666 - 12 de Julho de 1751), casada com António de Schwarzburg-Sondershausen; sem descendência.
10. Amélia de Brunsvique-Volfembutel (7 de Junho de 1668 - 1 de Novembro de 1668), morreu aos quatro meses de idade.
11. Henriqueta Cristina de Brunsvique-Volfembutel (19 de Setembro de 1669 - 12 de Março de 1753), abadessa de Gandersheim; sem descendência.
12. Luís Rudolfo de Brunsvique-Volfembutel (22 de Julho de 1671 - 1 de Março de 1735), casado com a princesa Cristina Luísa de Oettingen-Oettingen; com descendência.
13. Sibila Úrsula de Brunsvique-Volfembutel (3 de Setembro de 1672 - 1 de Abril de 1673), morreu aos seis meses de idade.